# Carlos Alberto Aguilera
Carlos Alberto Aguilera (Montevideo, 21 september 1964) is een voormalig profvoetballer uit Uruguay. Hij speelde als aanvaller clubvoetbal in onder meer Colombia, Mexico, Italië en Argentinië. Aguilera beëindigde zijn actieve carrière in 1999 bij Peñarol, met wie hij zesmaal (1989, 1994, 1995, 1996, 1997 en 1999) de nationale titel won.

## Interlandcarrière
Aguilera maakte zijn debuut voor Uruguay op 22 februari 1982 in de vriendschappelijke wedstrijd tegen China (0-0). In totaal kwam hij 64 keer uit voor zijn vaderland, en maakte hij 22 doelpunten in de periode 1982-1997. Aguilera won met Uruguay de strijd om de Copa América in 1983, en nam tweemaal deel aan de WK-eindronde: 1986 en 1990.
Hij speelde zijn 64ste en laatste interland op 16 november 1997, toen Uruguay met 5-3 won van Ecuador in een WK-kwalificatiewedstrijd en Aguilera in de 63ste minuut de vijfde en laatste treffer van de thuisploeg voor zijn rekening nam. Ook voor Marcelo Saralegui (33ste) en Guillermo Sanguineti (20ste) betekende dit duel hun laatste optreden voor Uruguay.
| Interlands van Carlos Alberto Aguilera voor Uruguay | Interlands van Carlos Alberto Aguilera voor Uruguay | Interlands van Carlos Alberto Aguilera voor Uruguay | Interlands van Carlos Alberto Aguilera voor Uruguay | Interlands van Carlos Alberto Aguilera voor Uruguay | Interlands van Carlos Alberto Aguilera voor Uruguay | Interlands van Carlos Alberto Aguilera voor Uruguay |
| №                                                   | Datum                                               | Plaats                                              | Opponent                                            | Uitslag                                             | Competitie                                          | Goal                                                |
| --------------------------------------------------- | --------------------------------------------------- | --------------------------------------------------- | --------------------------------------------------- | --------------------------------------------------- | --------------------------------------------------- | --------------------------------------------------- |
| 1                                                   | 22-02-82                                            | Calcutta                                            | China                                               | 0 – 0                                               | Nehru Cup                                           |                                                     |
| 2                                                   | 25-02-82                                            | Calcutta                                            | India                                               | 3 – 1                                               | Nehru Cup                                           |                                                     |
| 3                                                   | 04-03-82                                            | Calcutta                                            | China                                               | 2 – 0                                               | Nehru Cup                                           |                                                     |
| 4                                                   | 18-07-83                                            | Montevideo                                          | Peru                                                | 1 – 1                                               | Oefeninterland                                      |                                                     |
| 5                                                   | 11-08-83                                            | Lima                                                | Peru                                                | 1 – 1                                               | Oefeninterland                                      |                                                     |
| 6                                                   | 25-08-83                                            | Montevideo                                          | Paraguay                                            | 0 – 0                                               | Oefeninterland                                      |                                                     |
| 7                                                   | 01-09-83                                            | Montevideo                                          | Chili                                               | 2 – 1                                               | Copa América                                        |                                                     |
| 8                                                   | 04-09-83                                            | Montevideo                                          | Venezuela                                           | 3 – 0                                               | Copa América                                        |                                                     |
| 9                                                   | 11-09-83                                            | Santiago                                            | Chili                                               | 0 – 2                                               | Copa América                                        |                                                     |
| 10                                                  | 18-09-83                                            | Caracas                                             | Venezuela                                           | 2 – 1                                               | Copa América                                        | Goal                                                |
| 11                                                  | 21-09-83                                            | Glasgow                                             | Schotland                                           | 0 – 2                                               | Oefeninterland                                      |                                                     |
| 12                                                  | 26-09-83                                            | Tel Aviv                                            | Israël                                              | 2 – 2                                               | Oefeninterland                                      | Goal · Goal                                         |
| 13                                                  | 13-10-83                                            | Lima                                                | Peru                                                | 1 – 0                                               | Copa América                                        | Goal                                                |
| 14                                                  | 20-10-83                                            | Montevideo                                          | Peru                                                | 1 – 1                                               | Copa América                                        |                                                     |
| 15                                                  | 27-10-83                                            | Montevideo                                          | Brazilië                                            | 2 – 0                                               | Copa América                                        |                                                     |
| 16                                                  | 04-11-83                                            | San Salvador                                        | Brazilië                                            | 1 – 1                                               | Copa América                                        | Goal                                                |
| 17                                                  | 13-06-84                                            | Montevideo                                          | Engeland                                            | 2 – 0                                               | Oefeninterland                                      |                                                     |
| 18                                                  | 21-06-84                                            | Coritiba                                            | Brazilië                                            | 0 – 1                                               | Oefeninterland                                      |                                                     |
| 19                                                  | 18-07-84                                            | Montevideo                                          | Argentinië                                          | 1 – 0                                               | Oefeninterland                                      |                                                     |
| 20                                                  | 02-08-84                                            | Buenos Aires                                        | Argentinië                                          | 0 – 0                                               | Oefeninterland                                      |                                                     |
| 21                                                  | 19-09-84                                            | Montevideo                                          | Peru                                                | 2 – 0                                               | Oefeninterland                                      | Goal                                                |
| 22                                                  | 03-10-84                                            | Lima                                                | Peru                                                | 3 – 1                                               | Oefeninterland                                      | Goal                                                |
| 23                                                  | 31-10-84                                            | Montevideo                                          | Mexico                                              | 1 – 1                                               | Oefeninterland                                      |                                                     |
| 24                                                  | 29-01-85                                            | Montevideo                                          | Duitse Democratische Republiek                      | 3 – 0                                               | Oefeninterland                                      | Goal                                                |
| 25                                                  | 03-02-85                                            | Montevideo                                          | Paraguay                                            | 1 – 0                                               | Copa Artigas                                        |                                                     |
| 26                                                  | 10-02-85                                            | Asunción                                            | Paraguay                                            | 3 – 1                                               | Copa Artigas                                        |                                                     |
| 27                                                  | 14-02-85                                            | Montevideo                                          | Finland                                             | 2 – 1                                               | Oefeninterland                                      | Goal                                                |
| 28                                                  | 24-02-85                                            | Montevideo                                          | Colombia                                            | 3 – 0                                               | Oefeninterland                                      | Goal                                                |
| 29                                                  | 27-02-85                                            | Montevideo                                          | Peru                                                | 2 – 2                                               | Oefeninterland                                      |                                                     |
| 30                                                  | 10-03-85                                            | Montevideo                                          | Ecuador                                             | 2 – 1                                               | WK-kwalificatie                                     | Goal                                                |
| 31                                                  | 24-03-85                                            | Santiago                                            | Chili                                               | 0 – 2                                               | WK-kwalificatie                                     |                                                     |
| 32                                                  | 23-04-85                                            | Lima                                                | Peru                                                | 1 – 2                                               | Oefeninterland                                      |                                                     |
| 33                                                  | 28-04-85                                            | Bogota                                              | Colombia                                            | 1 – 2                                               | Oefeninterland                                      | Goal                                                |
| 34                                                  | 02-05-85                                            | Recife                                              | Brazilië                                            | 0 – 2                                               | Oefeninterland                                      |                                                     |
| 35                                                  | 25-05-85                                            | Tokio                                               | Japan                                               | 4 – 1                                               | Kirin Cup                                           | Goal                                                |
| 36                                                  | 02-02-86                                            | Miami                                               | Canada                                              | 3 – 1                                               | Marlboro Cup                                        | Goal                                                |
| 37                                                  | 07-02-86                                            | Miami                                               | Verenigde Staten                                    | 1 – 1                                               | Marlboro Cup                                        | Goal                                                |
| 38                                                  | 16-02-86                                            | Montevideo                                          | Polen                                               | 2 – 2                                               | Oefeninterland                                      |                                                     |
| 39                                                  | 22-04-89                                            | Verona                                              | Italië                                              | 1 – 1                                               | Oefeninterland                                      | Goal                                                |
| 40                                                  | 03-05-89                                            | Montevideo                                          | Ecuador                                             | 3 – 1                                               | Oefeninterland                                      | Goal                                                |
| 41                                                  | 23-05-89                                            | Quito                                               | Ecuador                                             | 1 – 1                                               | Oefeninterland                                      |                                                     |
| 42                                                  | 08-06-89                                            | Santa Cruz                                          | Bolivia                                             | 0 – 0                                               | Oefeninterland                                      |                                                     |
| 43                                                  | 14-06-89                                            | Montevideo                                          | Bolivia                                             | 1 – 0                                               | Oefeninterland                                      | Goal                                                |
| 44                                                  | 19-06-89                                            | Montevideo                                          | Chili                                               | 2 – 2                                               | Oefeninterland                                      |                                                     |
| 45                                                  | 02-07-89                                            | Goiânia                                             | Ecuador                                             | 0 – 1                                               | Copa América                                        |                                                     |
| 46                                                  | 04-07-89                                            | Goiânia                                             | Bolivia                                             | 3 – 0                                               | Copa América                                        |                                                     |
| 47                                                  | 06-07-89                                            | Goiânia                                             | Chili                                               | 3 – 0                                               | Copa América                                        |                                                     |
| 48                                                  | 08-07-89                                            | Goiânia                                             | Argentinië                                          | 0 – 1                                               | Copa América                                        |                                                     |
| 49                                                  | 25-04-90                                            | Stuttgart                                           | West-Duitsland                                      | 3 – 3                                               | Oefeninterland                                      | Goal                                                |
| 50                                                  | 18-05-90                                            | Belfast                                             | Noord-Ierland                                       | 0 – 1                                               | Stanley Rous Cup                                    |                                                     |
| 51                                                  | 13-06-90                                            | Udine                                               | Spanje                                              | 0 – 0                                               | WK-eindronde                                        |                                                     |
| 52                                                  | 17-06-90                                            | Verona                                              | België                                              | 1 – 3                                               | WK-eindronde                                        |                                                     |
| 53                                                  | 21-06-90                                            | Udine                                               | Zuid-Korea                                          | 1 – 0                                               | WK-eindronde                                        |                                                     |
| 54                                                  | 25-06-90                                            | Rome                                                | Italië                                              | 0 – 2                                               | WK-eindronde                                        |                                                     |
| 55                                                  | 13-07-93                                            | Lima                                                | Peru                                                | 2 – 1                                               | Copa Inca                                           |                                                     |
| 56                                                  | 17-07-93                                            | Montevideo                                          | Peru                                                | 3 – 0                                               | Copa Inca                                           |                                                     |
| 57                                                  | 25-07-93                                            | San Cristobal                                       | Venezuela                                           | 1 – 0                                               | WK-kwalificatie                                     |                                                     |
| 58                                                  | 01-08-93                                            | Montevideo                                          | Ecuador                                             | 0 – 0                                               | WK-kwalificatie                                     |                                                     |
| 59                                                  | 08-08-93                                            | La Paz                                              | Bolivia                                             | 1 – 3                                               | WK-kwalificatie                                     |                                                     |
| 60                                                  | 15-08-93                                            | Montevideo                                          | Brazilië                                            | 1 – 1                                               | WK-kwalificatie                                     |                                                     |
| 61                                                  | 29-08-93                                            | Montevideo                                          | Venezuela                                           | 4 – 0                                               | WK-kwalificatie                                     |                                                     |
| 62                                                  | 05-09-93                                            | Guayaquil                                           | Ecuador                                             | 1 – 0                                               | WK-kwalificatie                                     |                                                     |
| 63                                                  | 12-09-93                                            | Montevideo                                          | Bolivia                                             | 2 – 1                                               | WK-kwalificatie                                     |                                                     |
| 64                                                  | 16-11-97                                            | Maldonado                                           | Ecuador                                             | 5 – 3                                               | WK-kwalificatie                                     | Goal                                                |

- Alle uitslagen bezien vanuit perspectief Uruguay.

## Erelijst
Club Nacional
- Uruguayaans landskampioen

1983
 Peñarol
- Uruguayaans landskampioen

1989, 1994, 1995, 1996, 1997 en 1999
 Torino
- Coppa Italia

1993